# Туапсе
Туапсе (адиг. Тӏуапсы, трансліт. Thuapsə) — місто крайового підпорядкування і районний центр Туапсинського району Краснодарського краю Російської Федерації.

## Археологія
Сліди перших поселень людини на території міста мають вік близько 300 тис. років. Близько 3 тис. років до н. е. у районі жили племена, що побудували дольмени.

## Історія
Найраніша згадка адигейського слова Туапсе (від «туапсе» — «дворіччя», «місцевість, що лежить нижче злиття двох річок» — річка Туапсе, утворена злиттям двох гірських річок — Чиліпсі і Пшенахо зустрічається у VI–II століттях до н. е. (у грецькій транскрипції — Топсида). Уже тоді в цьому місці існувало поселення шапсугів, яке було великим центром работоргівлі.
З XV століття — поселення у складі Османської імперії.

### У складі Російської імперії
- 1829 — узбережжя відходить до Російської імперії по Адріанопольському мирному договору.
- 1838 — будівництво укріплення Вельямінівське (в честь генерала О. А. Вельяминова (1785–1838) у рамках Чорноморської укріпленої берегової лінії (через рік зруйновано шапсугами, відновлено).
- 1853 — в умовах Кримської війни росіяни змушені залишити укріплення, попередньо зруйнувавши його.
- 1857 — облаштування османської бази, яка постачала адигам зброю.
- 1859 — морський десант під командуванням майора Левашова руйнує османську базу.
- 1864 — загін генерала Геймана дійшов до Туапсе й опанував руїнами форту Вельяміновського.
- 1864 — депортація адигів (шапсугів, убихів тощо) до Османської імперії (див. Кавказьке мухаджирство). Район Туапсе — головний пункт морської евакуації.
- 1864 — початок заселення узбережжя російськими громадянами. Тут поселяються росіяни, вірмени, греки тощо.
- 1867 — будівництво маяка на мисі Кадош (в межах міста).
- 1875 — заснування цивільного поселення — Вельяміновський посад.
- 1895 — до поселення прокладено шосейні дороги «Новоросійськ–Сухум» і «Майкоп–Туапсе».
- 1896 — початок будівництва морського порту.
- 1897 — перейменування в посад Туапсе, окружний центр Чорноморської губернії.
- 1916 — посад отримав статус міста, проведена залізниця «Армавір–Туапсе».

1917–1920 рр. під час Російської громадянської війни місто кілька разів переходить з рук у руки, було дуже зруйновано. Належало Кубанській народній республіці, Грузинській демократичній республіці, Півдню Росії.

### Радянська доба
- 1928 — закінчення будівництва нафтопроводу Грозний — Туапсе за проєктом академіка В. Г. Шухова, нафтопереробний завод і нафтовий пірс у морському порту.
- 1933 — порт Туапсе набуває всесоюзного значення.
- 1937 — у складі Краснодарського краю.
- Жовтень 1941 — почалося будівництво Агойського аеродрому (за 8 км від центру міста); створюється Туапсинська військово-морська база під командуванням контр-адмірала Жукова Г. В.
- Під час Німецько-радянської війни місто дуже зруйновано. Згодом місто нагороджено орденом Вітчизняної війни II ступеня (травень 1981), орденом Вітчизняної війни I ступеня (травень 1985). У 1943 році місто почало відновлюватися. Збитки, завдані Туапсе в цінах 1943 року, становили понад 22 мільйони. Повністю зруйновано 309 будинків, 719 вимагали капітального ремонту.
- Наприкінці 1943 введено 2840 м²; житла, відновлено депо, електростанція, хлібозавод, м'ясокомбінат, фруктоварний і рибний завод.
- 1947 — почав працювати відновлений машинобудівний завод. Під керівництвом відомого архітектора А. В.Щусева розроблено генеральний план реконструкції Туапсе.
- 1949 — повернувся з евакуації нафтопереробний завод і дав першу продукцію.
- 1956 — введена в дію I черга Палацу культури моряків, відновлено стадіон «Водник», з Туапсе в Сочі прийшов перший пробний електровоз.
- До 1970 вводяться в дію хлібозавод, броварня, винарня, м'ясокомбінат, взуттєва фабрика. Реконструюється судноремонтний завод та морської порт. На південному молу будується нафтоналивні причали, станція очищення баластових вод, побудований новий пасажирський причал, реконструюється нафтопірс і широкий мол.

## Географія
Місто на узбережжі Чорного моря в передгір'ях Головного Кавказького хребта. Гирло річок Туапсе і Паук. Великий морський порт. Залізнична станція Північно-Кавказької залізниці. Центр курортного району.

### Клімат
| Клімат Туапсе           | Клімат Туапсе | Клімат Туапсе | Клімат Туапсе | Клімат Туапсе | Клімат Туапсе | Клімат Туапсе | Клімат Туапсе | Клімат Туапсе | Клімат Туапсе | Клімат Туапсе | Клімат Туапсе | Клімат Туапсе | Клімат Туапсе |
| Показник                | Січ.          | Лют.          | Бер.          | Квіт.         | Трав.         | Черв.         | Лип.          | Серп.         | Вер.          | Жовт.         | Лист.         | Груд.         | Рік           |
| Середній максимум, °C   | 8,1           | 8,5           | 11,1          | 15,2          | 20,3          | 24,2          | 27,2          | 28,0          | 24,2          | 19,9          | 14,5          | 10,4          | 17,6          |
| Середня температура, °C | 4             | 5             | 7             | 11            | 16            | 20            | 23            | 23            | 19            | 14            | 10            | 6             | 13            |
| Середній мінімум, °C    | 1,5           | 1,5           | 3,8           | 7,6           | 12,3          | 16,0          | 18,6          | 18,8          | 15,2          | 10,9          | 6,5           | 3,2           | 9,7           |
| Температура води, °C    | 8,7           | 8,1           | 8,4           | 10,4          | 15,4          | 20            | 23,1          | 23,8          | 20,2          | 17,8          | 14,5          | 11,5          | 15,2          |
| Норма опадів, мм        | 149           | 152           | 108           | 77            | 76            | 85            | 78            | 121           | 106           | 92            | 136           | 144           | 1324          |
| ----------------------- | ------------- | ------------- | ------------- | ------------- | ------------- | ------------- | ------------- | ------------- | ------------- | ------------- | ------------- | ------------- | ------------- |

## Економіка
В аграрній сфері в районі вирощують тютюн, краснодарський чай, фрукти й овочі.
У сфері промисловості в місті є об'єкти:
- Туапсинський торговий порт: вивезення нафти й нафтопродуктів.

За підсумками 2002 року вантажообіг порту становив 17.9 мільйонів тонн, туапсинська гавань обслужила 13 тисяч суден. ВАТ «ТМТП» — оператор морського порту належить ВАТ «НЛМК» на 69,4 %;
- Залізнична станція Туапсе Північно-Кавказької залізниці;
- Туапсинський нафтопереробний завод, належить ВАТ «Роснефть»;
- Нафтобаза, належить ВАТ «Роснефть»;
- Велика сортувальна станція Північно-Кавказької залізниці;
- Судноремонтний завод;
- Машинобудівний завод (більше не існує, на його території здійснюється будівництво терміналу з перевалки та збереження скрапленого газу);
- Підприємства харчової промисловості;
- Підприємства з видобутку мергелю, вапняку, пісковику.

## Освітні та культурні заклади
Морський гідрометеорологічний технікум, педагогічне училище; краєзнавчий музей.

## Відомі особистості
У місті народились:
- Абов Юрій Георгійович (* 1922) — російський фізик, член-кореспондент РАН, член-кореспондент АН СРСР
- Вікторов Річард Миколайович (1929—1983) — радянський кінорежисер, сценарист
- Драч Геннадій Володимирович (* 1942) — радянський і російський культуролог та історик.
- Міщенко Олександр Павлович (* 1964) — український дипломат, Надзвичайний та Повноважний Посол України.

| Росія | Це незавершена стаття з географії Росії. Ви можете допомогти проєкту, виправивши або дописавши її. |